# Aleks Ingliš
Aleks Ingliš (енгл. Alexander English; Kolambija, Južna Karolina, 5. januar 1954) je bivši američki košarkaš. Igrao je na poziciji krila.
Rodjen je u Kolambiji, u američkoj saveznoj državi Južnoj Karolini, a na koledžu je košarku igrao na Univerzitetu Južna Karolina. Ingliš je u NBA ligi proveo 15 sezona, u kojima je prosečno postizao 21,5 poena, 5,5 skokova i 3,6 asistencija po utakmici. Nastupao je za ukupno četiri tima u NBA ligi. Jedan je od najznačajnih igrača koji su igrali za Denver Nagetse. Na listi najboljih NBA strelaca svih vremena je 18, sa ukupno 25 613 postignutih poena.

## Koledž
Upisao se 1972. godine na Univezitet Južna Karolina, gde je počeo da se razvija kao igrač. Nastupao je za Južnu Karoline sve do 1976. U prvoj godini igranja na univezitetu postizao je 14,6 poena, na drugoj 18,3 poena, u trećoj 16, da bi u četvrtoj godini imao najbolju poentersku sezonu, kada je prosečno postizao 22,6 poena. Smatra se za najuspešnijeg košarkaša koji je igrao za ovaj univerzitet. Nakon što je završio četvrtu sezonu igrajući na koledžu, Ingliš se prijavio za NBA draft.

## Seniorska karijera

### Milvoki baksi
Ingliša su 1976. godine izabrali na draftu Milvoki Baksi u drugoj rundi, kao 23. pika. Milvoki se nalazio u fazi oporavka, nakon što je 1975. Karim Abdul-Džabar, prva zvezda tima sa kojim su 1971. godine osvojili šampionski prsten, napustio ekipu. U prve dve sezone Ingliš nije dobijao mnogo minuta na terenu, pa je većinu vremena provodio na klupi. Postizao je 7,7 poena za 15,5 minuta po utakmici.

### Indijana pejsersi
Kao slobodan igrač, Ingliš je 1978. godine izabrao da potpiše ugovor sa Indijana Pejsersima. Aleks je postizao 16 poena uz mnogo veću minutažu, ali je Indijana završila sezonu sa 38 pobeda i 44 poraza, ne uspevajući da prodju u plejof. Već sledeće sezone Pejsersi su Ingliša trejdovali u Denver Nagetse, u zamenu za Džordža Mekginisa.

### Denver nagetsi
Nakon što je stigao u Denver, Ingliš je počeo da pokazuje svoj pun potencijal i već u prvoj sezoni postiže prosečno 21,3 poena, iako Nagetsi propuštaju plejof i naredne sezone. Sezone 1981-82. Nagetsi ulaze u plejof, zahvaljući Inglišu, koji je prvi put izabran za i važnim igračima Dejvidom Tompsonom i Denom Iselom. Ipak, izgubili su u prvoj rundi plejofa 1-2 od strane Finiks Sansa. Sledeće sezone,kada Aleks Ingliš postiže 28,4 poena po meču, najviše do tada, Denver uspeva da prodje prvu rundu, upravo pobedivši Finiks 2-1, ali su posustaju pred San Antonijem, koji su pobedili 4-1. Tokom leta 1984. uprava Nagetsa dovodi u tim Lafajeta Levera iz Portland Trejlblejzersa, kao pojačanje za narednu godinu. I naredna sezona, 1983-1984, se završava neuspehom, pošto je Denver opet izgubio u prvoj rundi, ovog puta od Jute Džez.
Upravo nakon ovog neuspeha Denver, pa i sam Ingliš, postižu najveće uspehe. Nakon odlične regularne sezone, gde su imali 52 pobede i 30 poraza, Nagetsi konačno prolaze prvu i drugu rundu plejofa, ali su poraženi u pet utakmica u finalu Zapadne konferencije od Los Andjeles Lejkersa, koji su bili predvodjeni legendarnim Medžikom Džonsonom. Iako Ingliš igra najbolju košarku svoga života u sezoni 1985-1986, kada postiže rekord karijere 29,8 poena po utakmici, Nagetsi opet gube u prvoj ili drugoj rundi plejofa. U ovoj sezoni je Ingliš postavio i rekord karijere, kada je imao 54 poena protiv Hjuston Roketsa. Više poena od njega u istoriji Denvera je postigao samo Dejvid Tompson. Poslednji put kada su se Nagetsi borili za titulu lige bila je 1987-1988. sezona, kada je Denver pobedio u najviše utakmica u sezoni u eri Aleksa Ingliša, 54 puta, ali su opet u drugoj rundi izgubili 1-4 od Dalas Maveriksa, koji su prošli dalje. Nakon ove sezone Nagetsi su išli niz brdo kao ekipa i Ingliš je 1990. godine napustio tim.

### Zalazak karijere
Sada već u poznim košarkaškim godinama, Ingliš je poslednju sezonu u NBA ligi preoveo u Dalasu, gde je imao ulogu veterana za mlade igrače. Za Maverikse je postizao po prvi put u karijeri ispod 10 poena po meču. Nakon 1990-1991. sezone, otišao je u Evropu, gde je igrao za Basket Napoli iz Italije, nakon čega se povukao iz košarke.

## Uspesi

### Pojedinačni
- Najbolji strelac NBA (1): 1982/83.
- NBA Ol-star meč (8): 1981, 1982, 1983, 1984, 1985, 1986, 1987, 1988.
- Idealni tim NBA — druga postava (3): 1981/82, 1982/83, 1985/86.
- Dres broj 2 povučen od strane Denver nagetsa
- Dres broj 22 povučen od strane Univerziteta Južna Karolina
- Član košarkaške Kuće slavnih (1997)